# Aplocheilus lineatus
 Aplocheilus lineatus és una espècie de peix de la família dels aploquèilids i de l'ordre dels ciprinodontiformes.

## Morfologia
Els mascles poden assolir els 10 cm de longitud total.

## Distribució geogràfica
Es troba a Àsia: Índia i Sri Lanka.